# Chlothar al III-lea

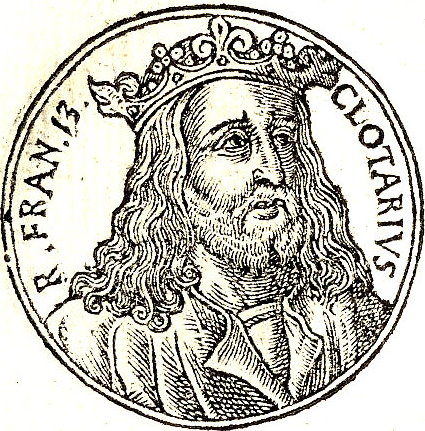
Chlothar al III-lea în Promptuarii Iconum Insigniorum de Guillaume Rouillé

Chlothar al III-lea (sau Chlotar, Clothar, Clotaire, Chlotochar, Hlothar);  (n. 650 d.Hr. – d. 673 d.Hr.) a fost fiul cel mare al lui Clovis al II-lea, rege al Neustria și Burgundia, și al reginei Balthild. Când Clovis a murit în 658, Chlothar i-a succedat sub regența mamei sale.
1. 1 2 3 4 5 6  La Préhistoire des Capétiens[*], p. 112-113 Verificați valoarea |titlelink= (ajutor)
2. ↑  Clotaire III, King of Neustria, British Museum person-institution thesaurus[*]
3. ↑  „Chlothar al III-lea”, Gemeinsame Normdatei, accesat în 15 octombrie 2015
4. ↑  Chlotar III, Genealogics
5. ↑  La Préhistoire des Capétiens[*] Verificați valoarea |titlelink= (ajutor)